# Bocas de Dzilam
Las bocas de Dzilam son un conjunto de canales rodeados de manglares, localizados aproximadamente 20 km al oriente del puerto de Dzilam de Bravo, en el litoral norte de la península de Yucatán, México. Se trata de una reserva natural estatal protegida desde el 25 de enero de 1989 que abarca 62.000 hectáreas, de las cuales 19.000 son marinas y las demás terrestres.

## Localización
Las Bocas de Dzilam se encuentran ubicada en el litoral norte de la península de Yucatán, en las coordenadas señaladas arriba.
Colinda con los municipios de San Felipe, Panabá, Sucilá, Buctzotz, Dzilam González y Dzilam Bravo.

## Descripción
Las llamadas Bocas de Dzilam son canales (rías) o brazos de mar (del golfo de México) que se internan en la península yucateca, mezclándose con las aguas dulces provenientes del manto freático peninsular, creando un sistema ecológico particularmente rico por su amplia biodiversidad (fauna y flora). En el área, se pueden observar varios y extensos petenes, además de cenotes y manglares. Es un refugio natural para diversas especies animales entre las que aparecen significativamente los flamencos y otras aves. El recurso piscícola es también muy extenso. 
La reserva mide a lo largo del litoral cerca de 40 km y se extiende 4 km tierra adentro. Fue declarada humedal de importancia internacional (RAMSAR) con número de registro 1.045, el 7 de diciembre de 2000.